# معركة فوهليدار
معركة فوهليدار (بالروسية: Бои за Угледар) هي معركة وإشتباكات عسكرية وقعت في مدينة فوهليدار في دونيتسك أوبلاست في أوكرانيا بين القوات الروسية مع القوات الموالية لها والقوات الأوكرانية وبدأت في 28 أكتوبر من عام 2022. جراء المعركة الكبيرة بين الطرفين، دمرت المدينة بشدة وهجرها أغلب سكانها ووصفت بأنها مدينة غير صالحة للسكن.